# United Mine Workers of America
L'United Mine Workers of America (« Syndicat des travailleurs miniers d'Amérique (du Nord) ») est un syndicat nord-américain qui représente les employés du secteur minier. Créé le 25 janvier 1890 à Columbus dans l'Ohio, l'UMWA a joué un rôle essentiel dans l'émergence des libertés syndicales aux États-Unis, notamment lors de la présidence de John L. Lewis entre 1920 et 1960. Pendant le New Deal de Franklin D. Roosevelt, et lors de l'adoption du National Industrial Recovery Act en 1933, les syndiqués se sont répandus dans l'ensemble du territoire des États-Unis, finissant par représenter la plupart des employés des mines de charbon.
Barbara Kopple a réalisé Harlan County, U.S.A., un documentaire sur les 13 mois de grève des mineurs de charbon de la Mine de Brookside et de leurs femmes pour obtenir la convention collective de l'UMWA.

## Histoire
Le syndicat est fondé en 1890. Après une grève victorieuse en 1897, son président devient John Mitchell et il connaît une croissance rapide. La Grève du charbon de 1902 est également un succès. En 1920, l'UMWA compte 500 000 membres, puis décline en raison de l'émergence de mines non syndiquées en Virginie occidentale et Kentucky. 
Pendant les Coal Wars (en), de 1890 à 1930, plusieurs grèves organisées par l'UMWA sont réprimées dans le sang. C'est notamment le cas du massacre de Ludlow.
De 1920 à 1960, le président du syndicat est John L. Lewis qui parvient à capitaliser sur le succès du New Deal et soutient Franklin D. Roosevelt.
Grâce aux efforts de l'UMWA, les mineurs américains sont parmi les mieux payés et les mieux assurés du monde pendant la première moitié du XXe siècle.
Le syndicat compte un demi-million de membres en 1946, mais décline ensuite en raison de l'automatisation, de l'utilisation d'autres sources d'énergie que le charbon, et d'une tendance globale à la baisse de la syndicalisation. Il compte environ 200 000 membres dans les années 1990.

## Affiliation
De 1938 à 1942 et brièvement en 1946-1947, l'UMWA est affilié au Congrès des organisations industrielles. Il reste ensuite sans affiliation. Depuis 1989, le syndicat est affilié à la Fédération américaine du travail - Congrès des organisations industrielles.